# Sant Martí i Fussimanya
Sant Martí i Fussimanya es una entidad de población española del municipio de Sallent, perteneciente a la provincia de Barcelona, en la comunidad autónoma de Cataluña.

## Demografía
En 2023, la entidad singular de población de Sant Martí i Fussimanya tenía empadronados 29 habitantes, todos ellos en diseminado.